# Greif (Schiff, 1935)
Die Greif war ein Rettungs-, Bergungs- und Inspektionsboot der Deutschen Reichsbahn.

## Geschichte

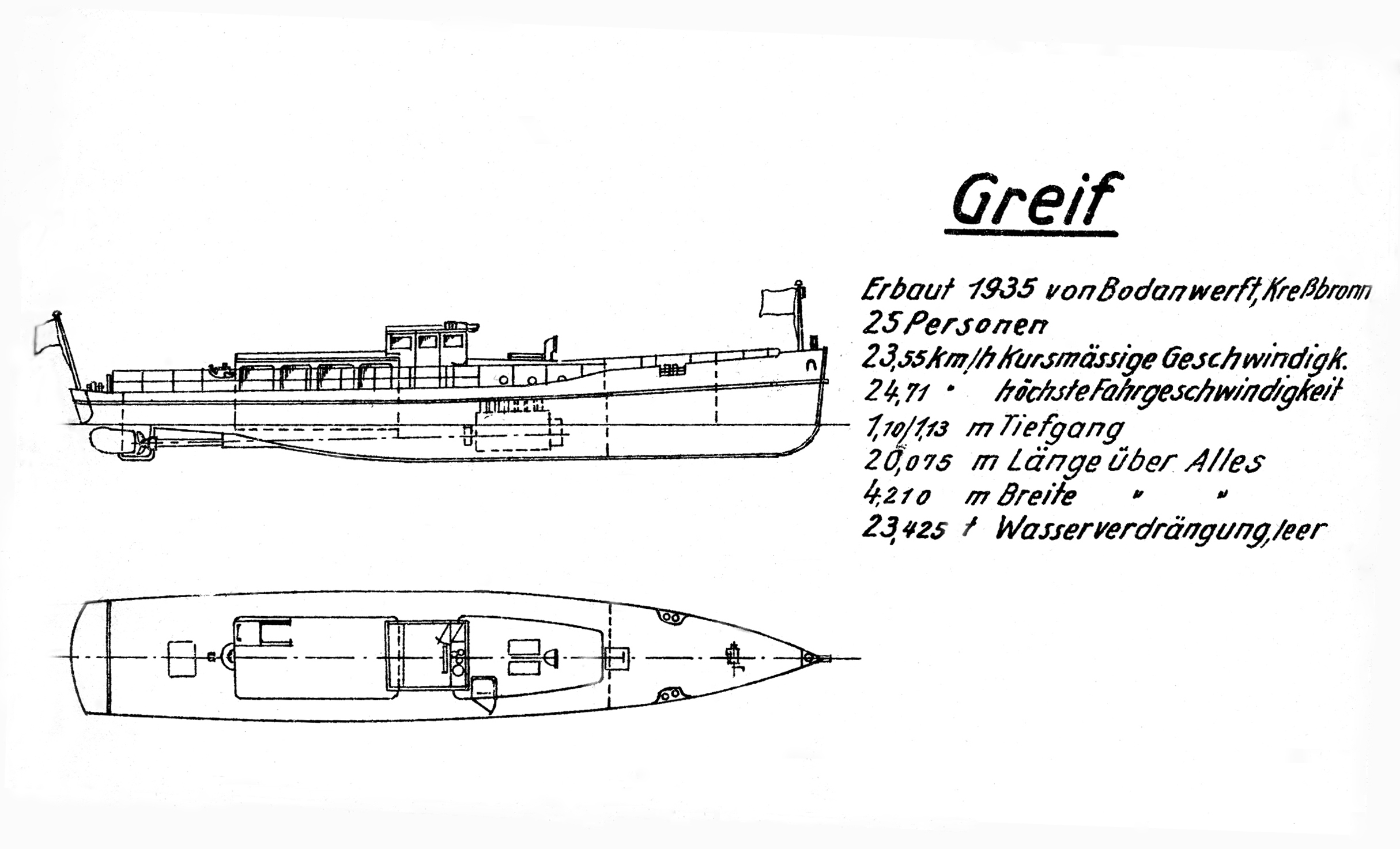
Das Motorboot Greif im Schiffsverzeichnis der Bodenseeschiffe von etwa 1944 im Maschinenamt Konstanz der Deutschen Reichsbahngesellschaft

Das Dienstboot Greif sollte auftragsgemäß von der Bodan-Werft für die Deutsche Reichsbahn in Lindau aus einem Umbau der nicht zufriedenstellenden Stadt Radolfzell entstehen. Die Werft baute jedoch ohne die Auftraggeberin korrekt zu informieren einen deutlich kleineren Neubau. Den nicht verwertbaren alten Schiffsrumpf soll die Werft im Bodensee versenkt haben. Bei der Übernahme akzeptierte die Reichsbahn dennoch die Variante der Werft. Trotz einiger verbauter Originalteile war die Greif kein Umbau, dazu waren die Schiffsmaße zu unterschiedlich.
Das Motorboot war mit einem Patentschlepphaken ausgerüstet und wurde unter anderem zum Verholen von anderen Wasserfahrzeugen wie Dampfern und Kähnen eingesetzt. Zur Bergung von havarierten Fahrzeugen war es mit einer selbstansaugenden Kreiselpumpe von 200 m³ Stundenleistung ausgerüstet. Die Anschlussstutzen, an denen Saugschläuche zum Lenzen angeschlossen werden konnten, befanden sich an Deck. Eine Feuerlöscheinrichtung für 60 m³ Stundenleistung mit großer Reichweite war ebenfalls eingebaut.
Das Schiff war bis 1945 als Dienstboot auf dem Bodensee mit Heimathafen Konstanz im Einsatz und wurde bei Kriegsende von der Besatzungsmacht beschlagnahmt und nach Frankreich abtransportiert. Dort soll es bis in die 1990er Jahre als Barkasse in Rouen eingesetzt worden sein.